# Bonheur (rivière)
Pour les articles homonymes, voir Bonheur (homonymie).
Le Bonheur ou Bramabiau est une rivière du sud de la France qui coule dans le département du Gard. C'est un affluent du Trèvezel en rive droite, donc un sous-affluent de la Garonne par le Trèvezel, puis la Dourbie et enfin le Tarn.

## Géographie
De 11,2 km de longueur, le Bonheur prend sa source dans les Cévennes, près du Mont Aigoual, dans le département du Gard et se jette dans le Trèvezel.
Il est à l'origine du site classé l'abîme de Bramabiau. Le Mont Aigoual, montagne granitique, est recouvert sur son flanc ouest par du grès et des argiles triasiques, puis par du calcaire liasique. Le Bonheur se perd dans un gouffre dit "la perte du bonheur" dès son arrivée dans les calcaires liasiques, pour ressortir quelques centaines de mètres en aval au fond d’une reculée. En sortant de l'abîme, il prend le nom de Bramabiau. Ce nom vient de l'occitan « brame-biâou » qui signifie le « bœuf qui brame », dû au vacarme que fait la rivière en sortant de la faille.
Après avoir parcouru 11,2 km de longueur, le Bonheur conflue avec le Trèvezel, en rive droite, au niveau de la commune de Lanuéjols.

## Département et communes traversées
- Département du Gard : Valleraugue, Saint-Sauveur-Camprieu et Lanuéjols.

## Principaux affluents
- Valat de la Resse : 1,9 km
- Valat de la Jasse de Mouret : 1,3 km
- Valat de Veysocle : 1,3 km
- Valat de la Fonderie : 1,5 km

## Hydrologie
Le Bonheur est une rivière cévenole, et donc très irrégulière mais abondante, à l'instar de ses voisines de la région des Cévennes. Son débit a été observé durant une période de 19 ans (1948-1966), à Saint-Sauveur-Camprieu, localité du département du Gard située au niveau de son confluent avec le Trèvezel. La surface ainsi étudiée est de 10,7 km2, soit la presque totalité du bassin versant de la rivière.
Le module de la rivière à Saint-Sauveur-Camprieu est de 0,419 m3/s. 
Le Bonheur présente des fluctuations saisonnières de débit fort marquées, comme c'est la norme dans la région des Cévennes. Les hautes eaux se déroulent de l'automne au printemps, de novembre à avril, et présentent deux maxima. Le premier, en automne, se caractérise par des débits mensuels moyens allant de 0,63 à 0,70 m3/s, en novembre et décembre. Le second au printemps, affiche des débits moyens de 0,69 m3/s en mars et 0,60 en avril. Entre ces deux sommets, durant la période hivernale, les débits mensuels diminuent tout en restant élevés. À partir du mois de mai, le débit baisse rapidement jusqu'aux basses eaux d'été qui ont lieu en juillet et en août (minimum de 0,73 m3/s en août). Mais ces moyennes mensuelles ne sont que des moyennes et cachent des fluctuations bien plus prononcées sur de courtes périodes ou selon les années.
Aux étiages, le VCN3 peut chuter jusque 0,003 m3/s (trois litres), en cas de période quinquennale sèche, ce qui est très sévère pour un cours d'eau de cette taille. Ce fait est fréquent et tout à fait normal parmi les rivières de la région cévenole. 
Les crues peuvent être très importantes, compte tenu de l'extrême petitesse du bassin versant. La série des QIX n'a pas été calculée, mais la série des QJX l'a bien été. Les QJX 2 et QJX 5 valent respectivement 6,1 et 11 m3/s. Le QJX 10 ou débit journalier calculé de crue décennale est de 14 m3/s, le QJX 20 de 17 m3, tandis que le QJX 50 n'a pas été calculé faute de durée d'observation suffisante. 
Le débit journalier maximal enregistré à Saint-Sauveur-Camprieu durant cette période, a été de 15 m3/s le 31 octobre 1963. En comparant cette valeur à l'échelle des QJ de la rivière, l'on constate que cette crue était seulement d'ordre décennal et donc destinée à se reproduire fréquemment.
Le Bonheur est une rivière extrêmement abondante. La lame d'eau écoulée dans son bassin versant est de 1 238 millimètres annuellement, ce qui est près de quatre fois supérieur à la moyenne d'ensemble de la France (320 millimètres), et dépasse même les moyennes du bassin du Chassezac (1 024 millimètres) et de l'Ardèche (908 millimètres). Le débit spécifique (ou Qsp) atteint le chiffre très élevé de 39,1 litres par seconde et par kilomètre carré de bassin.